# Igor Anatoljewitsch Selenski
Igor Anatoljewitsch Selenski (russisch Игорь Анатольевич Зеленский; englische Transkription Igor Zelensky; * 13. Juli 1969 in Labinsk) ist ein russischer Balletttänzer. Er war von September 2016 bis April 2022 Direktor des Bayerischen Staatsballetts in München.

## Leben
Igor Selenski studierte am Ballettinstitut in Tiflis, unter anderem als Schüler des georgischen Choreographen Wachtang Tschabukiani, sowie am Waganowa-Institut in Leningrad. 1988 debütierte er am Mariinski-Theater (damals Kirov-Ballett), an dem er mit zahlreichen Titelrollen des klassischen Balletts betraut wurde. Er tanzte beispielsweise Romeo in Romeo und Julia, Des Grieux in Manon, Albrecht in Giselle und Solor in La Bayadère. Als Gastsolist war Igor Selenski in dieser Zeit an unterschiedlichen internationalen Ballettcompagnien wie dem New York City Ballet, dem Royal Ballet in London, dem Bayerischen Staatsballett in München, der Deutschen Oper Berlin, dem Bolschoi-Theater in Moskau, dem Teatro alla Scala in Mailand, dem Bosten Opera House, der San Francisco Opera und dem Theatro Municipal do Rio de Janeiro zu sehen. Von 2001 bis 2006 arbeitete er als Assistent des Direktors des Nationaltheaters Athen.
Noch während seiner aktiven Zeit als Tänzer am Mariinski-Theater übernahm Selenski von 2006 bis 2015 die künstlerische Leitung des Balletts in Nowosibirsk. Von 2011 bis 2016 war er als Ballettdirektor des Stanislawski- und Nemirowitsch-Dantschenko-Musiktheaters durch zahlreiche Gastspiele und umfangreiche Repertoire-Erweiterungen mit Balletten von John Neumeier, Kenneth MacMillan und Roland Petit maßgeblich für die steigende internationale Reputation der Compagnie verantwortlich. Während seiner Zeit als Assistent des Ballettdirektors am Nationaltheater in Athen von 2001 bis 2006 inszenierte Igor Selenski Ballettklassiker wie Don Quixote, Raymonda, Schwanensee, Dornröschen und La Bayadère.
Im September 2016 übernahm Selenski als Nachfolger Ivan Liškas die Leitung des Bayerischen Staatsballetts und holte seither international renommierte Tänzerinnen und Tänzer wie Natalja Ossipowa, Osiel Gouneo, Vladimir Shklyarov, Maria Shirinkina und Ashley Bouder nach München. Er gab am 4. April 2022 seinen Rücktritt von diesem Posten bekannt; als Grund nannte er persönliche, familiäre Angelegenheiten. Zuvor hatte die Süddeutsche Zeitung berichtet, dass Selenski seit 2018 als Tanzexperte im Aufsichtsrat einer russischen Stiftung saß, die vier Kulturzentren errichten sollte – eines davon in Sewastopol auf der von Russland annektierten Krim. Wie der Spiegel im Mai 2022 berichtete, soll Selenski zudem eine Beziehung mit Wladimir Putins Tochter Katerina Tichonowa unterhalten, deren Name seit dem 6. April 2022 auf der Sanktionsliste der EU steht.
Igor Selenski ist mit der ehemaligen Balletttänzerin des Mariinski-Theaters Jana Selenski (Serebrjakowa) verheiratet und Vater von drei Kindern. Mit Tichonowa soll Selenski eine Ende 2017 geborene gemeinsame Tochter haben.

## Auszeichnungen (Auswahl)
- Gewinner der Goldmedaille im Grand Prix des 4. Internationalen Ballettwettbewerbs in Paris (1990)
- Verdienter Künstler Russlands (2000)
- Baltika Preis (2001)
- Goldene Maske für die beste männliche Ballett-Rolle
- Staatspreis des Oblast Nowosibirsk
- Volkskünstler Russlands (2008)